# Прокляття Брідж-Голлоу
Прокляття Брідж-Голлоу (англ. The Curse of Bridge Hollow) — американський пригодницько-комедійний підлітковий фільм від режисера Джеффа Вадлоу. Прем'єра на потоковій платформі Netflix відбулася 14 жовтня 2022 року.

## Синопсис
Дівчинка-підліток випадково випускає стародавнього та пустотливого духа на Гелловін, який змушує прикраси оживати та сіяти хаос. Щоб врятувати їхнє місто, вона повинна об'єднати свої зусилля з останньою людиною, в якої вона хотіла б просити допомоги — своїм батьком.

## Актори та персонажі
| Актор               | Роль                        |
| ------------------- | --------------------------- |
| Марлон Веянс        | Говард Ґордон               |
| Прія Ферґюсон       | Сідні Ґордон                |
| Келлі Ровленд       | Емілі Ґордон                |
| Роб Ріґґл           | Саллі                       |
| Майлс Перез         | Маріо                       |
| Ебі Монтерей        | Рамона                      |
| Голлі Дж. Барретт   | Джеймі                      |
| Лорен Лапкус        | Мер Теммі                   |
| Гелен Слейтон-Г'юз  | Вікторія                    |
| Ніа Вардалос        | Мадам Готорн                |
| Джон Майкл Гіґґінс  | директор Флойд              |
| Дейв Шерідан        | фермер Бравн                |
| Ґордон Тарплі       | мумія верховного священника |
| Ровен Делана Говард |                             |
| Фенікс Дж. Д. Ґейб  | Божевільний Шут з пекла     |
| Дуг Довсон          | Скупий Джек                 |
| Кетрін Дж. Аґан     | фотографка                  |
| Стефані Барбато     | сусідка                     |

## Український дубляж
- Дмитро Гаврилов — Говард Ґордон
- Єлизавета Зіновенко — Сідні Ґордон
- Катерина Буцька — Емілі Ґордон
- Михайло Тишин — Саллі
- Кирило Сузанський — Маріо
- Галина Дубок — Рамона
- Анна Павленко — Джеймі
- Юлія Малахова — Теммі
- Ольга Радчук — Вікторія
- Альбіна Сотнікова — Мадам Готорн
- А також: Уляна Салій, Сергій Попов, Олександр Норчук, Юліан Грицевич.

Фільм дубльовано студією «Postmodern» на замовлення компанії «Netflix» у 2022 році.
- Режисерка дубляжу — Аліса Гур'єва
- Перекладачка — Тетяна Горстка
- Звукооператор — Назар Куцевич
- Спеціаліст зі зведення звуку — Дмитро Клубань
- Менеджерка проєкту — Наталія Терещак